# Griffin House (Hamilton)
Das Griffin House in der 733 Mineral Springs Road in Hamilton (ehemals Ancaster Township) in der kanadischen Provinz Ontario ist ein typisches Vierzimmerhaus aus dem Beginn des 19. Jahrhunderts. Es wurde von seinem Eigentümer und Namensgeber Enerals Griffin ab dem Jahr 1834 bewohnt.

## Geschichte
Das eher kleine und schlichte, eineinhalbgeschossige Haus befindet sich auf der höchsten Stelle eines Hügels, von dem man das Dundas Valley und die Stadt Hamilton überblicken kann. Es wurde am 11. April 2008 zum Kulturdenkmal der Stadt Hamilton in der Provinz Ontario, Kanada erklärt.
Um 1827 erbaut, ist das Haus ein typisches Vierzimmerhaus vom Anfang des 19. Jahrhunderts. Sein Eigentümer Enerals Griffin, ein afroamerikanischer Einwanderer aus Virginia, siedelte sich hier im Jahr 1834 an. Dies stand im Zusammenhang mit der Einwanderung von Schwarzen im britischen Nordamerika in der ersten Hälfte des 19. Jahrhunderts: Das Haus diente als Zwischenstation der Underground Railroad, auf der entflohene Sklaven nach Kanada gelangten. Sie entkamen hierdurch der Versklavung und der restriktiveren Gesetzgebung gegenüber der afroamerikanischen Bevölkerung in den USA.
Enerals Griffin war ein Siedler, welcher sich für eine Einwanderung in Kanada entschieden hatte und mit seiner Frau 1829 in Niagara einwanderte. 1834 erwarb er das vormalige „Lawrason House“ und ein Grundstück von 50 acres (etwa 200.000 m²) von George Hogeboom. Das Haus blieb für einen Zeitraum von 154 Jahren im Besitz der Familie Griffin, also bis 1988. In diesem Jahr wurde es an die Hamilton Conservation Authority veräußert.

## Besondere Ausstattung
Das Haus besitzt ein Satteldach und an den Außenwänden eine horizontale Verschindelung, in einem für diese Zeit üblichen architektonischem Design über eine Fläche von eineinhalb Stockwerken. Diese haben eine Raumaufteilung mit je zwei Zimmern im Erdgeschoss und zwei Zimmern im Obergeschoss sowie einem Keller. Die Grundmauern wurden aus Bruchsteinen erbaut.
Von der Original-Inneneinrichtung sind die zwei Feuerstellen, die Schränke, alle vorhandenen Türen und die Zierleisten erhalten geblieben.
Bemerkenswert ist, das der Gartenbereich als mögliche Fundstelle für archäologische Ausgrabungen beschrieben und somit Bestandteil der Deklaration zum Kulturdenkmal ist.
Im Zeitraum von 1922 bis 1994 wurde das Haus mehrmals restauriert, um das ursprüngliche Erscheinungsbild von 1830 bis 1850 wiederherzustellen.